# Kleben (Morschen)
Koordinaten: 51° 4′ 11″ N, 9° 36′ 10″ O
Kleben ist eine Wüstung in der Gemarkung von Neumorschen, einem Ortsteil der Gemeinde Morschen im nordhessischen Schwalm-Eder-Kreis.

## Geographie
Die heute nur ungefähr lokalisierte Wüstung lag etwa 0,8 km nördlich von Neumorschen, auf einer Höhe von 193 m ü. NHN nördlich der heutigen Bundesstraße 83 und der hier parallel dazu verlaufenden Bahnstrecke Bebra–Baunatal-Guntershausen und südlich der Kreisstraße K 133 (Heinaer Straße) am nördlichen Ufer der Fulda. Etwas weiter nördlich fließt der von Heina kommende und weiter südöstlich in die Fulda mündende Waldbach. Dort gab es 1681 noch die Flurnamen „Klebe“ und „Klebenberg“ und 1716 die Bezeichnung „Kleeberg am Wallbach“. Heute wird es „Walbachsberg“ oder auch „Auf dem Lingen“ genannt.

## Geschichte
Der Ort wurde im Jahre 1372 erstmals urkundlich erwähnt, als das nahe Kloster Haydau bekundete, einen Weinberg zu „Cleben“ gekauft zu haben. Laut Landau wurde in Kleben im 14. und 15. Jahrhundert viel Weinbau betrieben, und auch 1662 war diese Flur noch ein Weinbaugebiet. 1514 wurde der Ort in einer Urkunde des Klosters Haydau „Kleyben“ genannt. Spätestens im Jahre 1579 wurde der Ort im Haydauer Salbuch dann letztmals urkundlich erwähnt und dabei als wüst bezeichnet; seine Gemarkung war zwischen Altmorschen und Neumorschen geteilt.